# Stadionområdet, Malmö
Stadionområdet är ett område i Hyllie, Malmö, Sverige. I området finns två stora arenor, en ishockeyarena och en inomhusarena samt flera träningsanläggningar för bland annat friidrott, fotboll, ishockey och handboll.
I Baltiska hallens foajé finns Idrottsmuseet och på Stadiontorget mellan Malmö Stadion och Stadion finns Idrottens Walk of  Fame.

## Arenor
| Venue           | Bild | Sort av arena                                          | Kapacitet | Grundad |
| --------------- | ---- | ------------------------------------------------------ | --------- | ------- |
| Malmö Stadion   | tumb | Utomhusarena för friidrott, fotboll, konserter m.m.    | 26 500    | 1958    |
| Stadion         | tumb | Fotbollsarena                                          | 24 000    | 2009    |
| Malmö Isstadion | tumb | Inomhusarena med ishall                                | 5 800     | 1968    |
| Baltiska hallen | tumb | Inomhusarena och konserter                             | 4 000     | 1964    |
| Atleticum       | tumb | Friidrottshall med löparbanor för träning och tävling. | Ingen     | 1992    |
| Kombihallen     | tumb | Träningsanläggningar med konstgräs inomhus för fotboll | Ingen     | 1980    |

## Träningsanläggningar
Området har flera träningsanläggningar för ett antal sporter. Mest känt är området söder om Stadion där det finns fem fotbollsplaner varav två består av konstgräs och ligger på den södra sidan av Stadiongatan. Här finns även en av landets bästa planer för träning och tävling i friidrottens kastgrenar. Inomhusplanerna för fotboll är belägna i Kombihallen, som ligger sydost om Eleda Stadion. Kombihallen används av fotbollsklubbarna under kallare perioder av året då det inte går att ha utomhusträningar på grund av snöfall.